# Lev Okun
Lev Borissovitch Okun (en russe : Лев Борисович Окунь), né le 7 juillet 1929 à Soukhinitchi en Union soviétique et mort le 23 novembre 2015 à Moscou, est un physicien théoricien russe.